# カトリック飽の浦教会
カトリック飽の浦教会（カトリックあくのうらきょうかい）は、長崎県長崎市にある、キリスト教（カトリック）の聖堂。
明治、大正、昭和にかけ発展繁栄していく三菱造船所に就職する信徒が外海町、五島、近郊から集まってふくれあがってきた小教区。いわば三菱と共に浮沈をくりかえした教会といえる。現在も70％以上が三菱と直接・間接にかかわって生活している。

## 沿革
- 1919（大正8）年9月21日、新聖堂が建立され中町小教区より独立、飽の浦小教区創立。

- 現在の聖堂は1959（昭和34）年12月30日落成。